# Albert Lancaster
Albert Benoît Marie Lancaster, conosciuto come Albert Lancaster (Mons, 24 maggio 1849 – Uccle, 4 febbraio 1908), è stato un meteorologo e astronomo belga.
Fu contemporaneo e assistente di Jean-Charles Houzeau

## Carriera
Lancaster fu assunto nel 1875 come meteorologo presso l'osservatorio di Bruxelles e nel 1898 divenne direttore del dipartimento meteorologico dell'Osservatorio Reale del Belgio di Uccle.
Oltre agli articoli meteorologici su riviste scientifiche, divenne famoso per aver pubblicato insieme a Jean-Charles Houzeau il suo magnum opus, la Bibliographie générale de l'astronomie jusqu'en 1880.
Al momento della sua morte era caporedattore della rivista "Ciel et Terre" da lui fondata nel 1880.

## Riconoscimenti
Un promontorio nell'estremità meridionale dell'isola di Anvers nell'arcipelago di Palmer, in Antartide porta il suo nome.